# 4655 Марджорііка
4655 Марджорііка (4655 Marjoriika) — астероїд головного поясу, відкритий 1 вересня 1978 року.
Тіссеранів параметр щодо Юпітера — 3,600.